# آرتاوازد ساگویان
آرتاوازد آرامی ساگویان (ارمنی: Արտավազդ Արամի Սագոյան؛ زادهٔ ۱۶ ژانویهٔ ۱۹۰۴ - درگذشته ۱۸ اکتبر ۱۹۷۱) یک، فرد نظامی اهل ارمنستان بود .

## زندگی‌نامه
در ۲۹ ژانویه [سبک قدیمی: ۱۶ ژانویه] ۱۹۰۴ در آخالتسیخه به دنیا آمد . وی همچنین برنده نشان لنین (۱۹۴۷)، نشان پرچم سرخ (۱۹۴۲، ۱۹۴۴ و ۱۹۵۶)، نشان جنگ میهنی (درجه یک) (۱۹۴۶)، مدال به خاطر پیروزی مقابل آلمان در جنگ بزرگ میهنی (۱۹۴۵–۱۹۴۱) و نشان ناخیموف (۱۹۴۴) شده است. وی در ۱۸ اکتبر ۱۹۷۱ در سن ۶۷ سالگی در مسکو درگذشت و در گورستان نووودویچی به خاک سپرده شد.